# Pfarrkirche Gaming

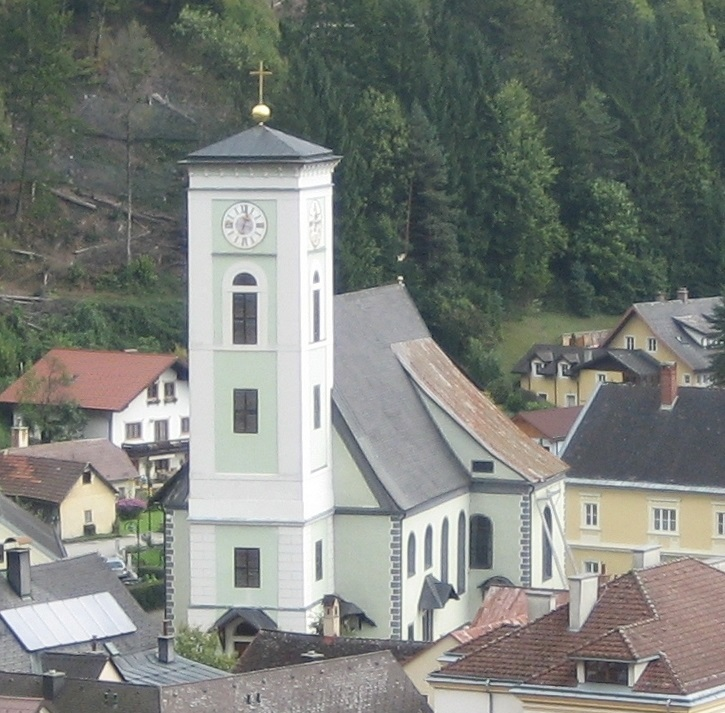
Pfarrkirche Hll. Philipp und Jakob

Die römisch-katholische Pfarrkirche Gaming steht im Nordwesten des Ortes Gaming in der Marktgemeinde Gaming in Niederösterreich. Die Pfarrkirche der Heiligen Philippus und Jakobus gehört zum Dekanat Scheibbs in der Diözese St. Pölten. Das Kirchengebäude steht unter Denkmalschutz (Listeneintrag).

## Geschichte
Die herrschaftliche Patronatspfarre wurde in der ersten Hälfte des 13. Jahrhunderts gegründet. Die Kirche wurde 1274 urkundlich genannt. Von 1334 bis 1782 war die Pfarrkirche der Kartause Gaming inkorporiert. Der Vorgängerbau wurde durch einen Neubau weitgehend verdrängt und 1510 geweiht. 1712 erfolgte die Errichtung der Marienkapelle und eine Barockisierung der Kirche. 1984/1985 war eine Restaurierung.

## Architektur
Kirchenäußeres

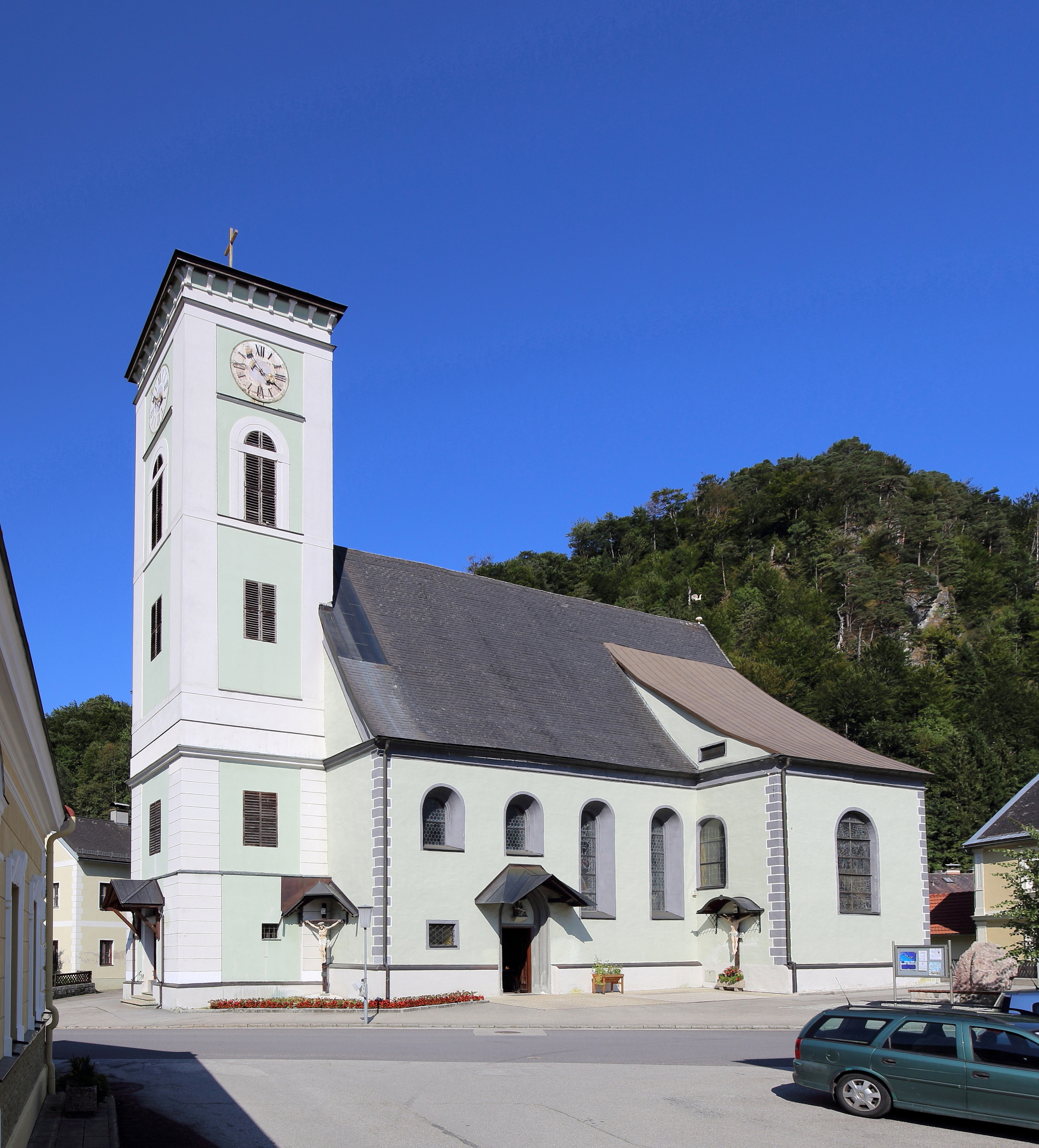
Südwestansicht der Pfarrkirche

Die spätgotische Hallenkirche unter einem steilen Satteldach, das im Osten über dem eingezogenen Chor abgewalmt ist, zeigt sich außen in einer sparsamen Gestaltung und mit barocken Rundbogenfenstern in ungegliederter Front. In der südlichen Langhauswand ist ein spätgotisches profiliertes Spitzbogenportal. Der Dreiseitschluss des Chores tritt zwischen Anbauten hervor. Die Sakristei als nördlicher Choranbau ist giebelständig, hat drei Geschoße, ist mit 1510 bezeichnet und hat Klostergitterfenster und Steckgitterfenster aus dem 17. bis 19. Jahrhundert und eine spätgotische Oberlichtnische. Der südliche Choranbau ist die Marienkapelle unter einem Schleppdach. Der an der Westfassade vorgestellte im Kern gotische Turm verjüngt sich über Gesimsstufen. Der Turm wurde 1843 mit Putzbändern nachklassizistisch gestaltet und erhielt Lünettenoberlichte am Portal und an den Schallfenstern und ein flaches Zeltdach über einem Konsolgesims. Der Turm im Dachraum hat ein Dreipassfenster aus dem 14. Jahrhundert. Über dem Südeingang steht eine Steinfigur Pietà um 1410/1420. Ein Kruzifix an der Marienkapelle ist aus dem zweiten Viertel des 16. Jahrhunderts. Ein Kruzifix im südlichen Turmwinkel schuf Josef Schagerl senior (1932). An der nordseitigen Langhauswand ist eine gusseiserne Grabplatte zu Marie Katharine Graf aus 1830. 
Kircheninneres

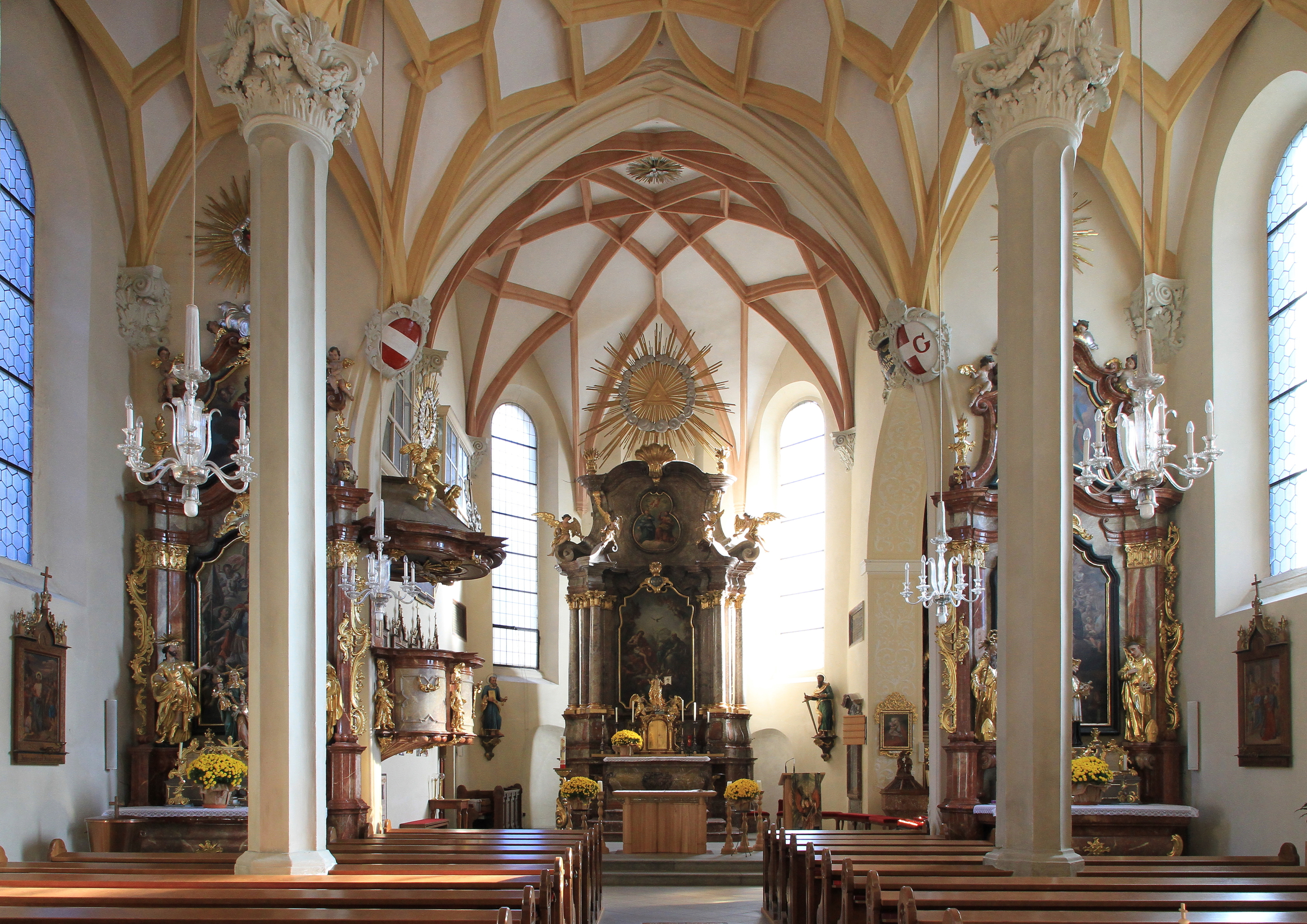
Innenansicht Richtung Hochaltar

Die Langhaushalle umfasst drei Schiffe und vier Joche. Das stark plastisch kleinflächige und vielseitig durchdrungene Netzrippengewölbe mit Durchstäbungen ruht auf schlanken gekehlten Pfeilern mit barocken Kompositkapitellen bzw. Konsolen in Kombination mit verschiedenen Figurationen. Im breiteren mittigen Schiff zeigen die Netzrippen gerundete Scheitelquadrate. In den Seitenschiffen sind die Netzrippen sternartig angeordnet. Die hallenbreite Westempore mit einem südseitigen Aufgang aus 1629 ist mit einer Stichkappentonne und mit einem Kreuzgratgewölbe unterwölbt. Der spätgotische eingezogene profilierte Triumphbogen ist breiter als das Mittelschiff. Der zweijochige Chor mit einem 3/8-Schluss hat ein im Vergleich mit dem Langhaus höheres Netzrippengewölbe, das sich – stilistisch etwas älter – einachsig symmetrisch und großflächiger zeigt und auf kompositen Kapitellkonsolen ruht. Der Chor hat in der Nordwand ein Stegrahmenportal und zwei Oratoriumsöffnungen aus dem 17. Jahrhundert. In der Südwand des Chores ist eine weite mit Akanthusvoluten stuckierte Arkade aus 1712 zur Marienkapelle. Die Marienkapelle hat ein Stuckfeld im Spiegelgewölbe über kompositiven Eckpilastern. Die kreuzgratgewölbte Sakristei aus der ersten Hälfte des 17. Jahrhunderts hat eine spätgotische Eisenplattentüre mit einem originalen Schloss. Das darüber liegende Oratorium ist kreuzgratgewölbt und die darüber liegende Paramentenkammer hat eine Flachdecke. Das auf Konsolen ruhende Kreuzrippengewölbe im Turmerdgeschoß ist aus der ersten Hälfte des 15. Jahrhunderts. Das verstäbte Schulterportal mit verschraubten Dienstsockeln entstand um 1510. Die Glasmalerei Hll. Josef und Paulina entstand 1883. Die Glasmalerei Verkündigung in der Marienkapelle entstand 1885.

## Ausstattung

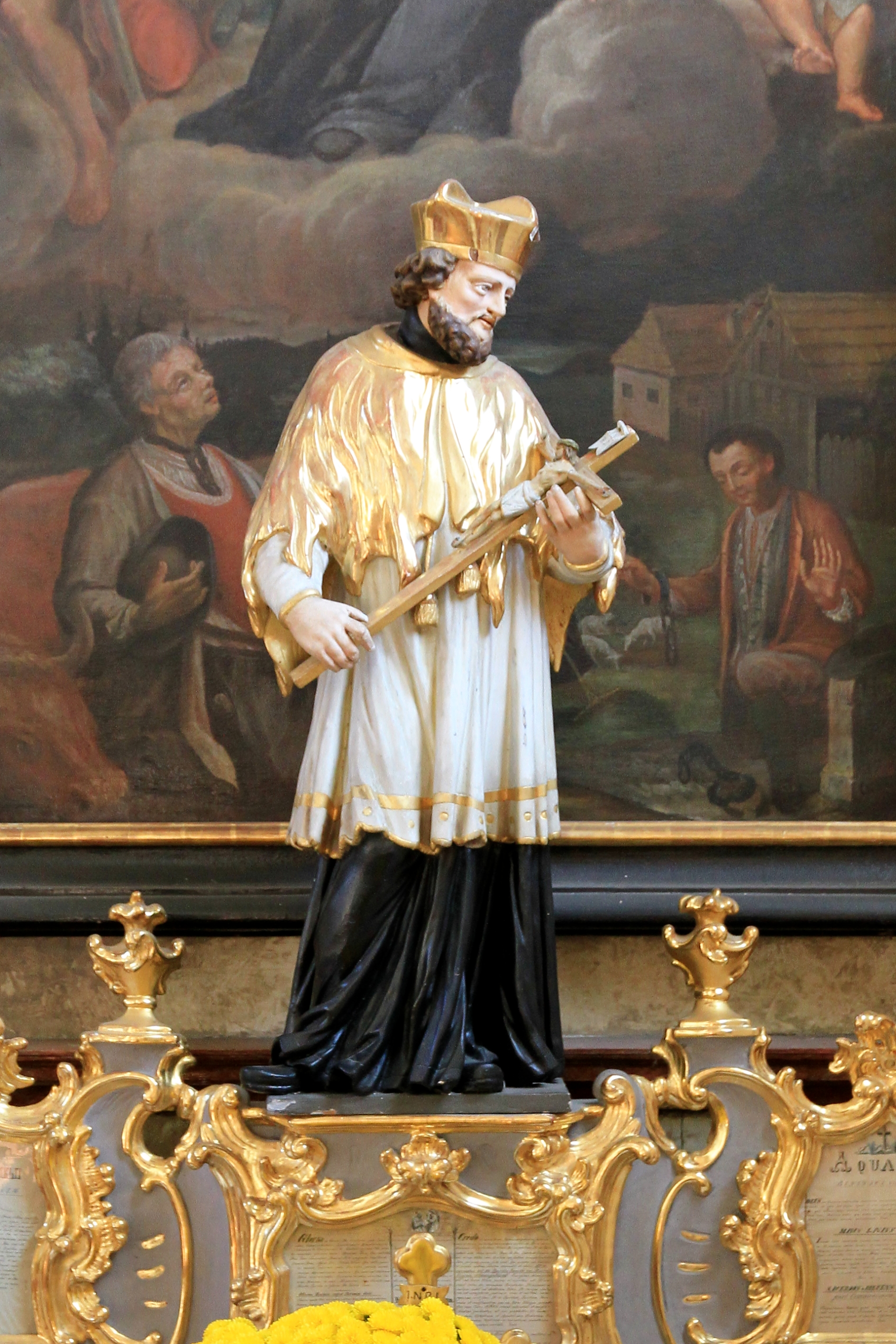
Mittige Figur Johannes Nepomuk am rechten Seitenaltar

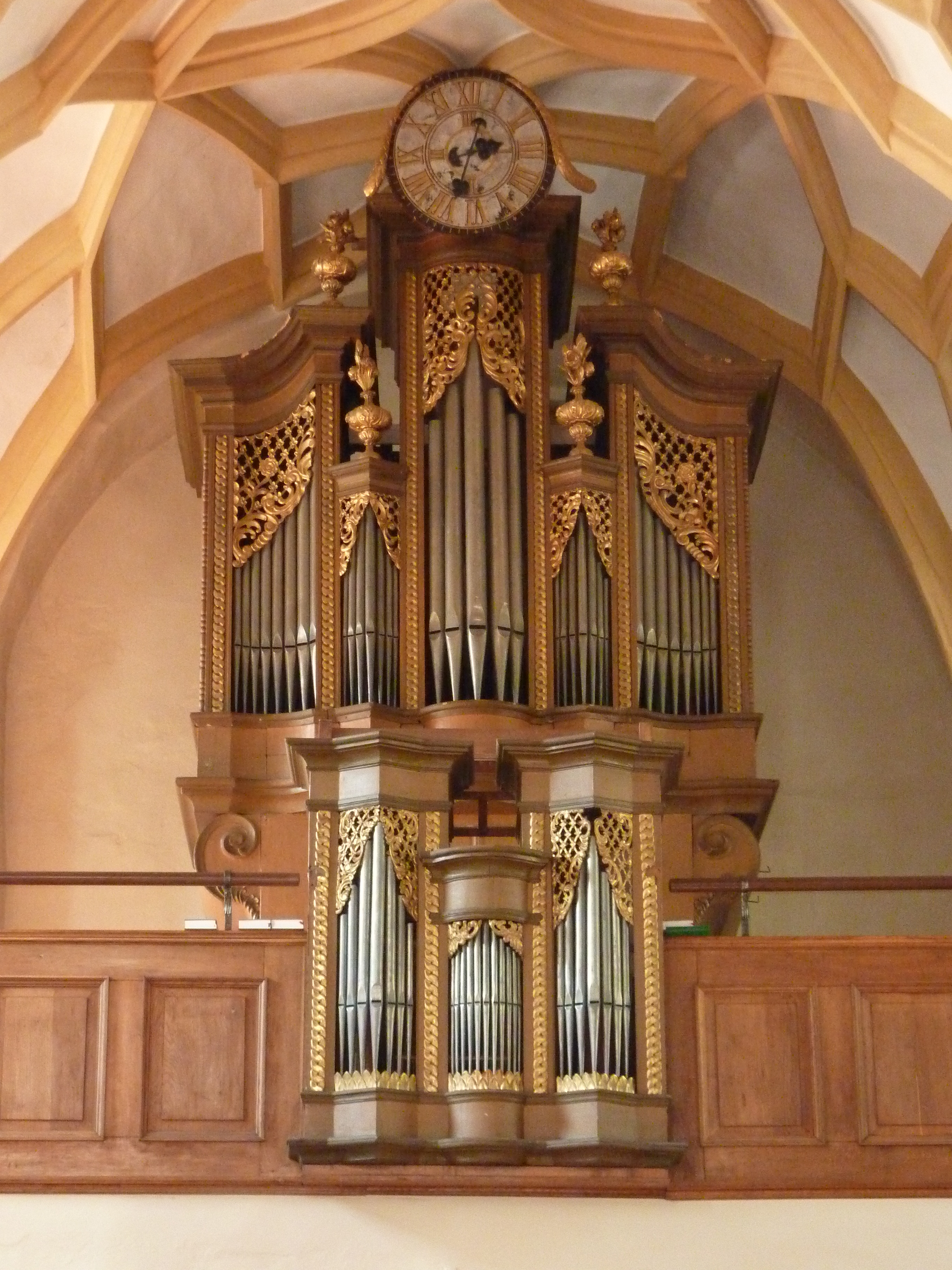
Sogenannte „Mozart-Orgel“ (Bartholomäus Heintzler, 1735)

Der Hochaltar aus der ersten Hälfte des 18. Jahrhunderts wurde 1797 aus der Friedhofskapelle der Kartause Gaming hierher überführt. Er zeigt das barocke Altarblatt Trinität und im Oberbild die hll. Philipp und Jakob und trägt seitlich die Statuen hll. Petrus und Paulus und Engelstatuetten auf Voluten und auf dem Tabernakel. Die zwei Seitenaltäre um 1770 zeigen links im Altarblatt Florian und im Oberbild Katharina und rechts im Altarblatt Leonhard mit Madonna von Hugo Cartusius aus 1770 und im Oberbild Barbara aus dem 19. Jahrhundert. Die Seitenaltäre tragen Statuen, links Anna Selbdritt zwischen Donatus und Rochus und rechts Johannes Nepomuk zwischen Benedikt und Bruno. Der Altar in der Marienkapelle, mit 1711 bezeichnet, 1908 renoviert, zeigt im Altarblatt die Skapulierübergabe an den hl. Simon Stock. Der Altar trägt die Seitenfiguren Johannes vom Kreuz und Josef und in einem Glasschrein eine Strahlenkranzmadonna aus der Mitte des 15. Jahrhunderts. Die Kanzel aus 1712 trägt am Korb Statuetten der Evangelisten und am Schalldeckel eine Engelsfigur und Symbole der drei göttlichen Tugenden. Es gibt auf Konsolen die Statuen Petrus und Paulus aus der Mitte des 18. Jahrhunderts und Sebastian und Florian aus dem Anfang des 18. Jahrhunderts. Die Kreuzwegbilder malte Johann Maischberger (1853) nach Josef Führich. Der Taufstein um 1500/1510 trägt einen geschnitzten Aufsatz Taufe Christi von Josef Schagerl senior (1946). Es gibt eine Gaminger Kartäuserkrippe mit 19 Gliederpuppen aus 1720. Es gibt eine Kastenkrippe von Augustin Schwarzer (1862).
Im Chor gibt es eine Inschrifttafel vom Grab des Freisinger Bischofs Paulus von Harrach 1377 mit einer Grabplatte an der südlichen Türschwelle. Die Kopien der Sargtafeln Johanna von Pfirt († 1351) und Herzog Albrecht II. († 1358) wurden 1797 anlässlich der Translation der Kartause Marienthron angefertigt.
Die sogenannte Mozart-Orgel mit einem geschwungenen Gehäuse mit Vasen und Uhr und einem Brüstungspositiv schuf 1735 Bartholomäus Heintzler für das ehemalige Franziskanerkloster in Ybbs an der Donau. Die Orgel wurde 1789 im Zuge der josephinischen Klosteraufhebungen unter Kaiser Joseph II. hierher übertragen.
Die sogenannte Brunoglocke goss Simon Urndorfer (1646). Die Sterbeglocke goss Mathias Prininger (1699).